# 73e régiment d'infanterie de marine
Pour les articles homonymes, voir 73e régiment.
Le 73e régiment d'infanterie de marine (ou 73e RIMa) est une unité de l'Armée française, formée pendant la Guerre d'Algérie par changement de nom du 13e régiment de tirailleurs sénégalais.

## Historique
- 1er décembre 1958 : création du 73e régiment d'infanterie de marine, par changement d'appellation du 13e RTS
- Le 1er Bataillon est stationné dans la région d'ALGER; le 2e Bataillon est implanté en Grande-Kabylie dans le secteur de Fort National. La 5e Compagnie à Icheriden, la 6e Compagnie à Taourirt Amokrane, la 7e Compagnie et la C.C.A.S. à Fort National, la 8e Compagnie à Mekla puis à Djemâa Saharidj , la 9e Compagnie à Igoulfane.
- Entre le 21 janvier 1956 et le 3 janvier 1960 le 2/13e RTS-2/73e RIMA a perdu 47 hommes au combat.
- À l'issue de la Guerre d'Algérie, au cessez-le-feu du 19 mars 1962 en Algérie, le 73e RIMa crée une unité de la force locale de l'ordre algérienne, la 456e UFL-UFO composé de 10 % de militaires métropolitains et de 90 % de militaires musulmans, qui pendant la période transitoire devaient être au service de l'exécutif provisoire algérien, jusqu'à l'indépendance de l'Algérie (Accords d'Evian du 18 mars 1962).

- 30 septembre 1962 : dissolution.

## Drapeau et traditions du régiment
Le régiment garde les traditions du 13e RTS. En particulier, son drapeau reprend les inscriptions de celui du 13e RTS :
- Maroc 1925
- Ile d'Elbe 1944
- AFN 1952-1962

De 1963 à 1981, le bataillon d'infanterie de marine de Tahiti a la garde du drapeau du 73e RIMa.